# The Meyerowitz Stories (New and Selected)
The Meyerowitz Stories (New and Selected) ist eine Tragikomödie von Noah Baumbach, die am 21. Mai 2017 im Rahmen der Filmfestspiele von Cannes ihre Premiere feierte. Der Film zeigt das Leben verschiedener Angehöriger einer Patchwork-Familie um einen neurotischen New Yorker Bildhauer herum, die nur bedingt funktioniert.

## Handlung
Handlung der ersten Kapitel
Der jüdische New Yorker Danny Meyerowitz ist der älteste Sohn des Bildhauers und emeritierten Kunstprofessors Harold Meyerowitz. Danny hingegen kann wenig vorweisen und hat im konventionellen Sinne nie gearbeitet, sondern war immer nur Hausmann. Dafür kann er jedoch gut Klavier spielen, allerdings nicht so gut, dass es für eine Karriere als Profimusiker gereicht hätte. Er und seine Frau haben gemeinsam eine 18-jährige Tochter namens Eliza. Weil Eliza ein Filmstudium am Bard College beginnt, wollen sie sich endlich trennen, und Danny will für die Übergangszeit im Haus seines Vaters unterkommen, der allerdings über ein aufgeblasenes Ego verfügt und nun mit seiner alternden Hippie-Frau Maureen zusammen ist, die ein Alkoholproblem hat und kaum älter als seine Kinder ist. Danny hat in der Wohnung seines Vaters praktisch nichts zu sagen, Harold selbst jedoch lässt nicht eine Minute vergehen, ohne jemanden daran zu erinnern, wie unfair er als Künstler in seinem Leben behandelt wurde. Ständig hält Harold seinem Sohn den Erfolg seines Halbbruders Matthew vor, den er bei jeder Gelegenheit erwähnt. Anders als sein Bruder, der New York verließ, hat Danny die Nähe zu seinem Vater immer gesucht, auch wenn es von diesem nur Kritik hagelt und er zunehmend Wutausbrüche und Ausraster hat. Danny liebt seinen Vater und, vielleicht noch überraschender, schätzt er dessen Kunst, obwohl Harolds wirklich fruchtbare und mit öffentlicher Anerkennung belohnte Schaffensperiode bereits Jahrzehnte zurückliegt. Dannys Schwester Jean, die für Xerox arbeitet, lebt ebenfalls in New York.
Als Eliza ihrem Vater ihre ersten Kurzfilme zeigt, bei denen es sich um  experimentelle Softpornos handelt, in denen sie selbst die Hauptrolle spielt, so den Superhelden Paginaman, der mit einem Penis und einer Vagina ausgestattet ist und dessen Superkraft es ist, dass er gleichzeitig ficken und gefickt werden kann, zeigt sich Danny von der künstlerischen Ader seiner Tochter überrascht. 
Handlung der letzten Kapitel
Dannys Halbbruder Matthew, den ihr gemeinsamer Vater mit seiner zweiten Ehefrau Julia zeugte, hat einen erfolgreicheren Lebensweg eingeschlagen. Der ehrgeizige Matthew ist eindeutig Harolds Lieblingssohn, aber vor einigen Jahren ist er nach Los Angeles gezogen, wo er nun eine erfolgreiche Vermögensverwaltung betreibt. Für seine Familie, die aus seiner Ex-Frau und seinem fünfjährigen Sohn besteht, hat er nie Zeit. 
Als Harold ins Krankenhaus muss, weil er sich beim Gassigehen mit seinem Pudel Bruno eine Kopfverletzung zugezogen hat, kommt auch Matthew aus Los Angeles angereist, und gemeinsam besuchen ihn seine Kinder. Harold fängt an, über sein Vermächtnis nachzudenken, denn von einem seiner Künstlerkollegen ist soeben eine bedeutende Retrospektive im MoMA gezeigt worden. Seinen Kindern hat er eigentlich nicht viel zu vererben, denn er ist hoch verschuldet. Weil sein Zustand kritisch scheint, will jeder von ihnen dem Vater fünf Dinge erzählen, von denen sie glauben, dass sie ihm diese sagen sollten, bevor es zu spät dafür ist. Matthew und sein Geschäftspartner planen, Harold zu helfen, sein Haus zu verkaufen und seine Schulden loszuwerden. Matthew will die Skulpturen seines Vaters verkaufen. Hierfür bereiten die Kinder eine Gruppenausstellung mit Harolds Skulpturen vor.

## Produktion

### Stab, Aufbau und Filmgenre
Regie führte Noah Baumbach, der auch das Drehbuch zum Film schrieb. Der Filmemacher erklärte, er habe den Film mit seinem eigenen Geld gedreht, wie er es immer tue: „Die Erwartung ist immer, dass dein Film ins Kino kommt. Daran glaube ich; das ist eine einzigartige Erfahrung, die nicht weggeht. Netflix erwarb den Film in der Postproduktionsphase. Sie waren sehr unterstützend, und ich bin sehr dankbar dafür.“ Baumbach hat den Film, der sich wie eine einzige kohärente Erzählung anfühlt, in einzelne chronologisch verknüpfte Kapitel unterteilt, in denen die einzelnen Mitglieder der Meyerowitz-Familie vorgestellt werden. Der Film ist in vier Kapiteln unterteilt, die ihre Aufmerksamkeit auf Danny, Matthew und Harold richten. Der durchgängige Humor des ersten Kapitels wird im Laufe des Films durch einen melancholischeren Ton ersetzt, als deutlich wird, dass Harold sterben könnte. Im zweiten Teil des Films wird zudem Dannys zweite Familie vorgestellt, die aus seinem jüngeren Halbbruder Matthew besteht. Robbie Collin von The Telegraph vergleicht den Film aufgrund seines Erzählbogens mit der Tragikomödie Die Royal Tenenbaums von Wes Anderson, doch sei The Meyerowitz Stories noch diffuser. Einer der Running Gags des Films, so Collin, sei Maureens Vorliebe für das Kochen mit ungewöhnlichen Fleisch- und Fischsorten.

### Besetzung und Dreharbeiten

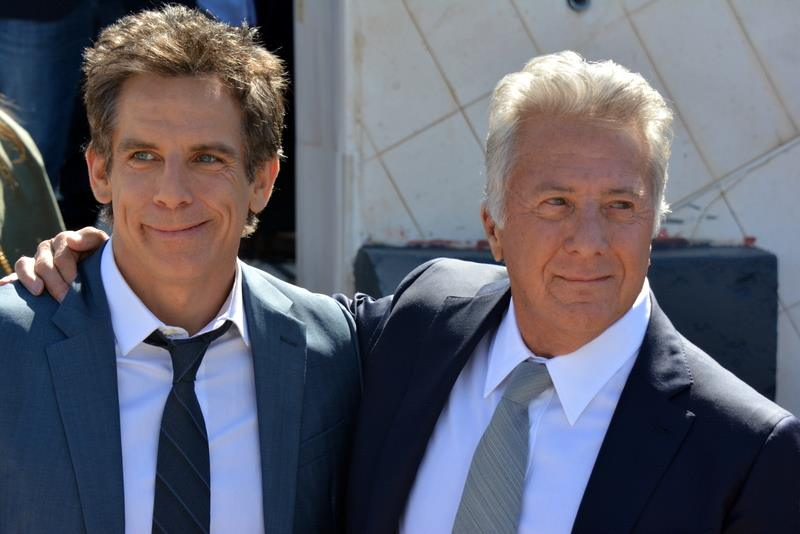
Ben Stiller und Dustin Hoffman bei der Premiere des Films in Cannes

Adam Sandler spielt im Film Danny Meyerowitz, den ältesten Sohn des New Yorker Bildhauers Harold Meyerowitz, dessen Rolle von Dustin Hoffman übernommen wurde, mit dem Sandler letztmals im Film Cobbler – Der Schuhmagier spielte. Emma Thompson spielt Harolds neue und dritte Frau Maureen, die ein Alkoholproblem hat. Die Rolle von Dannys Halbbruder Matthew übernahm Ben Stiller, der bereits im Film Meine Frau, ihre Schwiegereltern und ich und dessen Fortsetzung Hoffmans Sohn spielte. Stillers Synchronisation übernahm Oliver Rohrbeck. Letztmals standen Sandler und Stiller für den Film Happy Gilmore aus dem Jahr 1996 gemeinsam vor der Kamera. Dannys und Matthews Schwester Jean wird von Elizabeth Marvel gespielt. Candice Bergen ist in einem kurzen Auftritt in der Rolle von Harolds zweiter Ehefrau Julia zu sehen, der Mutter von Matthew. Sigourney Weaver hat im Film einen Gastauftritt als sie selbst. 
Die Dreharbeiten fanden im Jahr 2016 in New York statt. Gedreht wurde unter anderem am Sarah Lawrence College in Bronxville.

### Filmmusik und Veröffentlichung
Die Filmmusik wurde von Randy Newman komponiert. Der Soundtrack zum Film umfasst 26 Musikstücke und wurde im Oktober 2017 von Lakeshore Records als Download veröffentlicht.
Im April 2017 erwarb Netflix die Rechte am Film. Später gab Netflix eine Zusammenarbeit mit IAC Films bekannt. Am 21. Mai 2017 feierte der Film im Rahmen der Filmfestspiele von Cannes in Anwesenheit der Hauptdarsteller seine Premiere. Im Oktober 2017 wurde der Film beim London Film Festival gezeigt. Am 13. Oktober 2017 nahm Netflix den Film in sein Angebot und will ihn im weiteren Verlauf des Jahres auch in die Kinos bringen.

## Synchronisation
Die deutsche Synchronisation entstand nach einem Dialogbuch von Jörg Hartung und der Dialogregie von Torsten Sense im Auftrag der RRP Media UG, Berlin.
| Darsteller       | Synchronsprecher   | Rolle              |
| ---------------- | ------------------ | ------------------ |
| Adam Sandler     | Dietmar Wunder     | Danny Meyerowitz   |
| Ben Stiller      | Oliver Rohrbeck    | Matthew Meyerowitz |
| Dustin Hoffman   | Joachim Kerzel     | Harold Meyerowitz  |
| Emma Thompson    | Monica Bielenstein | Maureen            |
| Elizabeth Marvel | Andrea Solter      | Jean Meyerowitz    |
| Grace Van Patten | Lina Rabea Mohr    | Eliza Meyerowitz   |
| Candice Bergen   | Beate Gerlach      | Julia Meyerowitz   |
| Sigourney Weaver | Karin Buchholz     | Sigourney Weaver   |
| Adam Driver      | Christopher Kohn   | Randy              |
| Judd Hirsch      | Jürgen Kluckert    | L.J. Shapiro       |
| Rebecca Miller   | Almut Zydra        | Loretta Shapiro    |

## Rezeption

### Kritiken

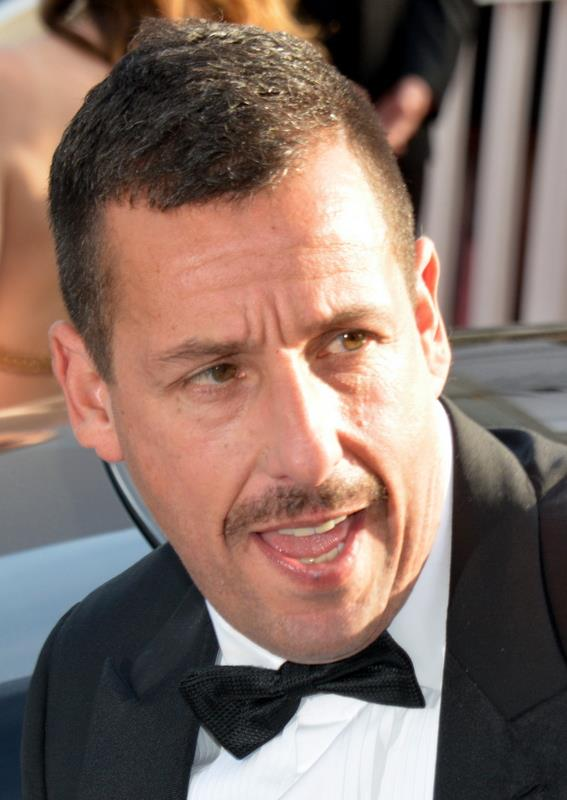
Adam Sandler bei der Premiere des Films in Cannes

Der Film konnte bislang 93 Prozent der Kritiker bei Rotten Tomatoes überzeugen und erhielt hierbei durchschnittlich 7,7 der möglichen 10 Punkte. Nach der Premiere des Films in Cannes brachten mehrere Filmkritiker Adam Sandler für eine Oscar-Nominierung ins Gespräch.
So meint Donald Clarke von The Irish Times, Sandler liefere in der Rolle von Danny die beste schauspielerische Leistung seiner Karriere ab, etwa wenn wegen seiner geliebten Tochter sein Temperament mit ihm durchgeht.
Matt Hoffman von filmschoolrejects.com beschreibt den Film als eine zärtliche, urkomische und oft herzzerreißende Saga einer zerbröckelten Familie, die schmerzlich versucht, ihre Bindung zu erneuern. Hoffman spricht von einem Film in der Machart von Werken von Philip Roth, der seiner Ansicht nach sogar der beste jüdische Film seit A Serious Man sein könnte.
Frédéric Jaeger von Spiegel Online meint, Baumbach sei sehr gut darin, das Grundlegende und das Alltägliche miteinander zu verweben: „Während er sich voll auf seine Figuren einschießt und sich die meisten stilistischen Entscheidungen (von dem oft kontrapunktischen Musikeinsatz abgesehen) den Handlungen und Bewegungen der Protagonisten unterordnen, haben die Dialoge und das Schauspiel immer auch einen Eigenwert.“ Über das Komische im Film sagt Jaeger, viele der Witze funktionierten weniger über Pointen als über ein System der Akkumulation: „Je mehr wir von den Figuren und ihren Eigenarten erfahren, desto lustiger werden sie in der Wiederholung von Spleens, Floskeln und Redewendungen.“

### Auszeichnungen
Am 18. Dezember 2017 gab die Academy of Motion Picture Arts and Sciences bekannt, dass sich der aus dem Film stammende Song Myron/Byron in einer Vorauswahl von 70 Liedern befindet, aus der die Nominierungen in der Kategorie Bester Filmsong im Rahmen der Oscarverleihung 2018 bestimmt werden. Im Folgenden eine Auswahl von Nominierungen und Auszeichnungen im Rahmen bekannter Filmpreise.
Critics’ Choice Movie Awards 2018
- Nominierung als Bester Darsteller in einer Filmkomödie (Adam Sandler)[23]

Filmfestspiele von Cannes 2017
- Auszeichnung mit dem Palm Dog Award (Einstein)
- Nominierung für die Goldene Palme (Noah Baumbach)

Gotham Awards 2017
- Nominierung als Bester Darsteller (Adam Sandler)[24]

Satellite Awards 2017
- Nominierung als Bester Nebendarsteller (Dustin Hoffman)[25]